# Diocesi di Dionisiana
La diocesi di Dionisiana (in latino Dioecesis Dionysianensis) è una sede soppressa e sede titolare della Chiesa cattolica.

## Storia
Dionisiana, nell'odierna Tunisia, è un'antica sede episcopale della provincia romana di Bizacena.
Sono noti tre vescovi di questa diocesi, tra le più antiche dell'Africa romana. Pomponio è conosciuto prima di tutto per una lettera che scrisse nel 249 al vescovo Cipriano di Cartagine; partecipò inoltre a due sinodi cartaginesi del 251 e 256 sulla questione dei lapsi e sul battesimo degli eretici. Nel 393 la diocesi era occupata da un vescovo donatista, della setta dei massimianisti, Fortunato, che prese parte al concilio di Cabarsussi, dove si riunirono i vescovi che sostenevano Massimiano contro Primiano di Cartagine. Un altro donatista, Vittore, sedeva a Dionisiana in occasione della conferenza svoltasi a Cartagine nel 411, che vide riuniti assieme vescovi cattolici e donatisti dell'Africa. Infine, dagli atti del concilio convocato dal re vandalo Unerico a Cartagine nel 484 risulta che la diocesi era vacante.
Dal 1925 Dionisiana è annoverata tra le sedi vescovili titolari della Chiesa cattolica; dal 15 febbraio 2021 il vescovo titolare è Gary Wayne Janak, vescovo ausiliare di San Antonio.

## Cronotassi

### Vescovi residenti
- Pomponio † (prima del 249 - dopo il 256)
  - Fortunato † (menzionato nel 393) (vescovo massimianista)
  - Vittore † (menzionato nel 411) (vescovo donatista)

### Vescovi titolari
- Antonio Malecki † (12 agosto 1926 - 17 gennaio 1935 deceduto)[4]
- Antoni Jacek Zimniak † (14 agosto 1936 - 29 gennaio 1943 deceduto)
- François-Louis Auvity, P.S.S. † (11 settembre 1945 - 15 febbraio 1964 deceduto)
- Diego Maria Gómez Tamayo † (12 settembre 1964 - 2 settembre 1971 deceduto[5])
- Rudolf Schmid † (3 gennaio 1972 - 24 giugno 2012 deceduto)
- Quesnel Alphonse, S.M.M. (10 novembre 2012 - 25 ottobre 2014 nominato vescovo di Fort-Liberté)
- Martín Fassi (17 novembre 2014 - 5 dicembre 2020 nominato vescovo di San Martín)
- Gary Wayne Janak, dal 15 febbraio 2021